# Baileys Harbor
Baileys Harbor è un comune degli Stati Uniti d'America, situato nel Wisconsin, nella contea di Door.